# École nationale supérieure de techniques avancées Bretagne
Die École nationale supérieure de techniques avancées Bretagne (ENSTA Bretagne, früher ENSIETA : École nationale supérieure des ingénieurs des études et techniques d’armement) ist eine französische Ingenieurschule in Brest.
Sie ist Mitglied der Conférence des Grandes Écoles und der Gruppe ENSTA. Mit einem multidisziplinären Lehrplan bildet sie innerhalb von drei Jahren Ingenieure auf hohem Niveau aus, die danach hauptsächlich in der Wirtschaft arbeiten: Ziel der Ausbildung ist der sogenannte Master Ingénieur ENSTA Bretagne.

## Diplome ENSTA Bretagne
- Master Ingénieur ENSTA Bretagne
- Master of Science
- Graduiertenkolleg: Ph.D.-Doctorate
- Mastère spécialisé
- Massive Open Online Course[2]

## Forschung und Graduiertenkolleg
- ENSTA Bretagne Forschungs- und Kompetenzzentren
  - Schiffsbau[3]
  - Architektur Fahrzeuge
  - Mechanische Modellierung
  - Marine erneuerbare Energien
  - Hydrografie; Ozeanographie
  - Pyrotechnik; Antrieb
  - Embedded Systeme
  - Technische und organisatorische Leitung